# David Castelli
David Castelli (Livorno, 30 dicembre 1836 – Firenze, 1901) è stato uno storico, biblista ed ebraista italiano.
Docente universitario a Firenze, fu tra i principali esponenti della cultura ebraica italiana nell'Ottocento.

## Biografia
David Castelli nacque a Livorno, città che nell'Ottocento, sotto la guida del rabbino Elia Benamozegh, divenne sede di una delle più vivaci comunità ebraiche italiane del tempo. Avviato dal padre alla professione rabbinica, Castelli fu autodidatta per la propria istruzione superiore finché dal 1857 al 1863 fu docente di lingua e letteratura ebraica nelle scuole della città. Lavorò quindi come segretario della comunità ebraica di Pisa, continuando a insegnare privatamente. Dal gennaio 1876, per 25 anni fino alla morte, fu docente di ebraico al Regio Istituto di studi superiori pratici e di perfezionamento di Firenze, che nel 1923 si trasformerà in Università degli Studi. Tra i suoi allievi vi furono il poeta Angiolo Orvieto e il biblista Salvatore Minocchi.
Castelli fu il primo biblista a introdurre in Italia il filone del cosiddetto "metodo storico-critico", incominciato in Germania da Baur (1792-1860) e dalla Scuola di Tubinga, e ripreso da Strauss e Feuerbach. 

Questo modello di approccio critico si contrappose alla tradizione dell'esegesi biblica testuale e filologica (rinominata lower criticism), e fu la proiezione di un più ampio programma esistenziale e culturale di rottura con l'ortodossia giudaico-cristiana, a favore delle identità nazionali e di un suo assorbimento in una religione di tipo laicista e universalistico. 
Castelli tradusse dall'ebraico in lingua italiana il Libro di Giobbe, dell'Ecclesiaste, il Cantico dei Cantici, pubblicando vari studi sulla storia, la politica e il diritto ebraico.

## Opere
David Castelli pubblicò numerosi libri di studi biblici ed ebraici con particolare attenzione all'ebraismo post-biblico. Fu uno dei primi studiosi ebrei italiani a occuparsi delle origini del cristianesimo. Tra le sue opere si ricordano:
- L'Ecclesiaste. Traduzione e studio critico, Pisa, Tipografia Nistri, 1866.
- Leggende talmudiche. Traduzione con prefazione critica, Pisa, Tipografia Nistri, 1869.
- Il Messia secondo gli ebrei, Firenze, Le Monnier, 1874.
- Il diritto di testare nella legislazione ebraica, Firenze, Le Monnier, 1878.
- Della poesia biblica, Firenze, Le Monnier, 1878.
- Il commento di Sabbatai Donnolo al libro della creazione. Testo ebraico con note critiche e introduzione in ebraico e in italiano, Firenze, Le Monnier, 1880, in Pubblicazioni del Regio Istituto di Studi Superiori.
- La profezia nella Bibbia, Firenze, Sansoni, 1882.
- La legge del popolo ebreo nel suo storico svolgimento, Firenze, Sansoni, 1884.
- Storia degli Israeliti secondo le fonti bibliche criticamente esposte, 2 volumi, Milano, Hoepli, 1887-88.
- Il Cantico dei Cantici. Studio esegetico, traduzione e note, Firenze, Sansoni, 1892.
- Ammaestramenti del Vecchio e del Nuovo Testamento, raccolti e tradotti, Firenze, G. Barbera, 1896.
- Il poema semitico del pessimismo (Il Libro di Job), tradotto e commentato, Firenze, R. Paggi, 1897.
- Gli ebrei. Sunto di storia politica e letteraria, Firenze, G. Barbèra, 1899.